# Jahnstadion (Marl)
Das Jahnstadion in der westfälischen Stadt Marl ist ein Sportstadion im Stadtteil Hüls, das ursprünglich als Fußball- und Leichtathletikstadion konzipiert war.
Das Stadion sollte ursprünglich 35.000 Zuschauer fassen. In den 1960er Jahren wurde eine an zwei 31,77 m hohen Pylonen aufgehängte Stahlkonstruktion als Überdachung für den Sitzplatz-Bereich gebaut (66,85 m × 10,10 m).

## Geschichte
Im Jahr 1924 begann der Bau des Stadions mit Erdwall-Tribünen, welcher 1927 fertiggestellt wurde. Nach dem Zweiten Weltkrieg wurde das Stadion bzw. das Vereinsheim unter anderem für das Austeilen von Lebensmittelkarten genutzt. In den Jahren 1948 und 1949 wurde das Stadion nochmals erweitert. 1960 erreichte man beim Fußballspiel zwischen TSV Marl-Hüls und Wuppertaler SV (4:1) einen Zuschauerrekord mit 18.000 Menschen.
Am 5. Februar 1962 beschloss der Stadtrat, dass das Jahnstadion eine neue überdachte Haupttribüne bekommen soll. Schon knapp sechs Wochen, am 23. März wurde ein Architekt mit der Entwicklung des Projektes beauftragt. Am 25. Juni wurde der erste Stein gesetzt; Planung und Bauleitung hatte überregional bekannte Bauunternehmen Aribert Riege inne. Ein bemerkenswertes Beispiel moderner Stadionarchitektur sind die unter dem Tribünendach hängenden Kabinen für die Fernseh- und Rundfunkübertragungen der Spiele und für den Stadionsprecher.
Vom 14.–16. August 1964 wurde im Jahnstadion ein internationales A-Jugend-Turnier ausgerichtet. Zwölf Tage vorher, am 2. August wurde das Stadion offiziell eröffnet und übergeben. Das Turnier wurde zur Eröffnung des Stadions vom Vereinspräsidium und dem damaligen Sponsor Zeche Auguste Victoria (Bergbauunternehmen) ausgelobt. Als Schirmherrn konnte man den bekannten deutschen Torhüter Bert Trautmann von Manchester City gewinnen. Als Ehrengäste waren unter anderem Eusébio und Lew Iwanowitsch Jaschin anwesend, die auch die Überreichung des Gewinnerpokals übernahmen. An diesem Turnier nahmen unter anderen Real Madrid, Roter Stern Belgrad, Steaua Bukarest, Inter Mailand, Manchester City, Sporting Lissabon, Sparta Prag und die A-Jugend des TSV Marl-Hüls teil. Der TSV selbst schaffte es bis ins Viertelfinale und unterlag dort Roter Stern Belgrad. Real Madrid und Roter Stern Belgrad bestritten das Endspiel, das die Madrilenen mit 4:1 gewannen.
Am 2. September 1984 fand im Jahnstadion das Pop-Festival Marl statt, der Headliner war die Band The Cure.
Seit dem 24. August 2008 spielt die Baseballmannschaft Marl Sly Dogs im Jahnstadion. Der 1995 gegründete Verein spielt in der drittklassigen Regionalliga des Deutschen Baseball und Softball Verbands und war zuvor in Marl-Polsum ansässig. Der TSV Marl-Hüls, dessen Spielstätte das Stadion jahrzehntelang war, ist 2005 zur Sportanlage Im Loekamp umgezogen.
Zum 31. Juli 2017 wurde seitens der Stadt Marl den Marl Sly Dogs pro forma für die Nutzung des Stadions gekündigt. Die Dachkonstruktion der Tribüne wurde vor einigen Jahren als baufällig begutachtet. Seitens der Stadt Marl wurden jedoch keine Mittel mehr für den Erhalt des Stadions zur Verfügung gestellt, da das Jahnstadion abgerissen und auf dem Gelände des Stadions und eines Teils des umgebenden Waldes neue Wohnungen errichtet werden sollte. Die Durchführung des Plans scheiterte unter anderem daran, dass die Verfüllung des Stadionovals zu kostspielig ist. Auf der 21. Sitzung des Ausschusses für Schule und Sport am 21. Juni 2017 wurde beschlossen, dass der Baseballverein das Jahnstadion noch bis zum 31. August 2018 nutzen kann; danach sollte der Verein ins nahegelegene Gerhard-Jüttner-Stadion in Marl-Drewer umziehen. Am 29. Juni 2017 folgte der Stadtplanungsausschuss und am 4. Juli der Haupt- und Finanzausschuss der Stadt Marl diesem Beschluss. Am 6. Juli stimmte als letztes auch der Rat der Stadt Marl zu. Bis heute (Stand: Mai 2025) wird das Stadion immer noch von den Sly Dogs genutzt.
Durch den Werkbund wurde ein Aufruf zur Eintragung des Jahnstadions in die Denkmalschutzliste initiiert. Am 17. Mai 2022 stellte der Landschaftsverband Westfalen-Lippe (LWL) einen Antrag zur Aufnahme des Jahnstadions in die Denkmalliste bei der Unteren Denkmalschutzbehörde der Stadt Marl. Seitdem steht das Stadion unter Denkmalschutz. Am 1. September 2022 tagte der Rat der Stadt Marl und beschloss mit breiter Mehrheit (29 Ratsmitglieder) das Jahnstadion, den Jahnwald und die Waldschule zu erhalten.